# Micheline Roquebrune
Micheline Roquebrune (Niza, Francia, 4 de abril de 1929) es una pintora francesa. Fue la segunda esposa del actor británico Sean Connery.

## Biografía
Nació en Niza el 4 de abril de 1929, desde muy joven simpatizo con la pintura. Fue en 1970 cuando Micheline Roquebrune conoció a Sean Connery durante una visita a Marruecos, donde participó en un torneo de golf en Mohammedia. Tras divorciarse de su anterior esposa en 1973, Sean Connery y Micheline Roquebrune se casaron el 6 de mayo de 1975, permaneciendo casados hasta la muerte del actor en el 2020 en las Bahamas. 
Micheline Roquebrune y Sean Connery no tuvieron hijos juntos.
Micheline Roquebrune es también abuela materna de la periodista y presentadora de televisión Stéphanie Renouvin, quien le dedicó un documental.